# Cajanus crassicaulis
Cajanus crassicaulis är en ärtväxtart som beskrevs av Laurentius Josephus Gerardus Jos van der Maesen. Cajanus crassicaulis ingår i släktet Cajanus och familjen ärtväxter. Inga underarter finns listade i Catalogue of Life.